# رقيب الشمس المقطب
رقيب الشمس المقطب (باللاتينية: Heliotropium glabellum) نوع نباتي يتبع جنس رقيب الشمس من الفصيلة الحِمحِمية.
موطنه شمال وشمال غرب أستراليا.

## الوصف النباتي
نبات حولي قائم. أوراقه عادة ذات عروق غائرة في الوجه العلوي وبارزة في الوجه السفلي، والنورة انتهائية عنقودية ملتفة على شكل ذنب العقرب، والأزهار غالباً لاطئة، تتفتح في الربيع. والثمرة بنيدقة (بالإنجليزية: Nutlet)‏. النبات سام.